# التدخل السوفيتي في تغيير الأنظمة
ترتب على التدخل السوفيتي في تغيير الأنظمة إجراءات علنية وسرية تهدف إلى تعديل، أو تغيير، أو الحفاظ على الحكومات الأجنبية. 
خلال الحرب العالمية الثانية، ساعد الاتحاد السوفيتي في الإطاحة بالعديد من أنظمة ألمانيا النازية أو الأنظمة العميلة التابعة للإمبراطورية اليابانية، بما في ذلك شرق آسيا وجزء كبير من أوروبا. لعبت القوات السوفيتية دورًا فعالًا في إنهاء حكم أدولف هتلر على ألمانيا.
في أعقاب الحرب العالمية الثانية، كافحت الحكومة السوفيتية مع الولايات المتحدة من أجل القيادة والنفوذ العالميين في سياق الحرب الباردة، ما سع النطاق الجغرافي لأعمالها خارج منطقة عملياتها التقليدية. وبالإضافة إلى ذلك، تدخل الاتحاد السوفيتي وروسيا في الانتخابات الوطنية في عدد من الدول. أشارت إحدى الدراسات إلى أن الاتحاد السوفيتي وروسيا شاركا في 36 تدخلًا في الانتخابات الأجنبية من عام 1946 إلى عام 2000.
صدق الاتحاد السوفيتي على ميثاق الأمم المتحدة في عام 1945، وثيقة القانون الدولي البارزة، التي تلزم الحكومة السوفيتية قانونًا بأحكام الميثاق، بما في ذلك المادة 2 (4)، التي تحظر التهديد أو استخدام القوة في العلاقات الدولية، باستثناء ظروف محدودة للغاية. لذلك، فإن أي مطالبة قانونية تقدم لتبرير تغيير النظام من قبل قوة أجنبية تحمل عبئًا ثقيلًا.

## 1914-1941: الحرب العالمية الأولى، والثورة، والحرب الأهلية، وفترة ما بين الحربين

### العقد الأول من القرن العشرين

#### 1918: فنلندا
كانت فنلندا جزءًا مستقلًا من الإمبراطورية الروسية لمدة قرن. كانوا يفقدون ببطء استقلاليتهم في ظلهم، وعدد انتهى ذلك بثورة فبراير في عام 1917. دفع ذلك فنلندا إلى التساؤل عن دورها وما إذا كان ينبغي أن تكون فنلندا مستقلة. بدأ الاشتراكيون والمحافظون في فنلندا القتال سياسيًا. حصل الديموقراطيون الاشتراكيون على بعض السلطة بموجب «قانون السلطة العليا» بينما حاول اليساريون إشعال ثورة لكنها فشلت. بعد خسارة الانتخابات الفنلندية في أكتوبر عام 1917، أصبحت الحركة العمالية متطرفة يسارية ضد السياسة المعتدلة. بعد ثورة أكتوبر، سيطر البلاشفة على جزء كبير من روسيا ووقعوا الهدنة في 7 ديسمبر عام 1917. وبينما كان ذلك يحدث، كان البرلمان الفنلندي يطالب بالاستقلال. في 4 ديسمبر عام 1917، قدم مجلس الشيوخ إعلان استقلال فنلندا وسرعان ما تبناه البرلمان في 6 ديسمبر عام 1917. عارض الاشتراكيون الديمقراطيون والاشتراكيون في البلاد لأنهم أرادوا تقديم إعلانهم الخاص. في النهاية ذهبوا إلى لينين ليطلبوا الإذن لمرافقته. اعتقد لينين أن الدول المستقلة سيكون لها ثورات للطبقة العاملة الخاصة بها وتتحد مع روسيا لاحقًا. ركز البلاشفة على هزيمة الجيش الأبيض في الحرب الأهلية الروسية، لكنهم كانوا مهتمين باستعادة السيطرة على تلك الأراضي السابقة سواء بضمها بشكل مباشر، أو بتمويل اليساريين الآخرين في تلك البلدان للاستيلاء، وربما الاتحاد مع روسيا في وقت لاحق. أصبحت الحرب الأهلية قصيرة العمر في فنلندا مثالاً على الأخيرة.
بعد إعلان فنلندا الاستقلال زادت التوترات بين اليسار واليمين. في يناير عام 1918 بدأت المجموعتين في القيام بحركات دفاعية ومواجهة بعضهما البعض. في 12 يناير عام 1918، أقر البرلمان الفنلندي قانونًا يسمح لمجلس الشيوخ بإقرار نظام مع جيش بقيادة الجنرال الفنلندي الروسي السابق كارل غوستاف إميل مانرهايم. تفاقمت التوترات حتى حشد اليساريون قواتهم في 27 يناير عام 1918 وهكذا بدأت الحرب الأهلية. سرعان ما شهد هذا تشكيل الجيش الأحمر، ممثلًا اليساريين، والجيش الأبيض ممثلاً اليمينيين. حظي الجيش الأبيض بدعم الإمبراطورية الألمانية، التي أرادت إقامة مملكة دمية (تابعة) فنلندية. شكل الجيش الأحمر جمهورية العمال الفنلندية الاشتراكية وكانت مدعومة من البلاشفة. كان الجيش الأحمر أيديولوجيًا اشتراكيًا ديمقراطيًا وليس شيوعيًا، على الرغم من وجود عدد قليل من البلاشفة الفنلنديين الذين أرادوا الضم. كذلك كان الجيش الأحمر الفنلندي ضد إعادة الشمل مع روسيا عندما انتصر، ما تسبب في نشوب صراع بينهما. كذلك كانت ألمانيا والبلاشفة يتفاوضون حاليًا في برست ليتوفسك لإنهاء الحرب على الجبهة الشرقية. استفاد الألمان من المفاوضات لجعل البلاشفة أقل مشاركة في الحرب. وعد البلاشفة عند وصلولهم إلى السلطة بالخروج من الحرب العالمية الأولى. ونجحوا في ذلك في 3 مارس عام 1918 ووُقعت معاهدة بريست ليتوفسك مع الإمبراطورية الألمانية حيث خرج البلاشفة من الحرب العالمية الأولى وسلموا معظم الأراضي الشرقية للإمبراطورية الروسية السابقة، بما في ذلك فنلندا. بينما بقي بعض الدعم، انتهى الأمر بفوز الجيش الأبيض في الحرب الأهلية في 15 مايو 1918. على الرغم من أن الألمان فقدوا حكم فنلندا بعد خسارتهم الحرب العالمية الأولى.

### عشرينيات القرن العشرين

#### 1921 – 1924: منغوليا
شهدت الثورة المنغولية عام 1911 إعلان منغوليا استقلالها عن سلالة تشينغ في الصين، التي كان يحكمها بوج خان. في عام 1912، انهارت سلالة تشينغ في جمهورية الصين. في عام 1915، وقعت روسيا والصين اتفاقية كياتا، ما جعلها تتمتع بالحكم الذاتي. ومع ذلك، عندما اندلعت الحرب الأهلية الروسية، استعادت الصين، بالعمل مع الأرستقراطيين المنغوليين، منغوليا في عام 1919. وفي نفس الوقت اندلعت الحرب الأهلية الروسية وبدأ الجيش الأبيض، بحلول عام 1921، في الخسارة أمام الجيش الأحمر. رأى أحد القادة، رومان أونغرن فون ستيرنبرغ، هذا وقرر التخلي عن الجيش الأبيض بقواته. قاد جيشه إلى منغوليا في عام 1920، وغزاها بالكامل بحلول فبراير 1921، وأعاد بوج خان إلى السلطة.
كان البلاشفة قلقين بشأن ستيرنبرغ، وبناءً على طلب من حزب الشعب المنغولي، غزا منغوليا في أغسطس عام 1921 للمساعدة في الثورة المنغولية عام 1921. تحرك السوفييت في اتجاهات عديدة واستولوا على عدد من المواقع في البلاد. قاتل ستيرنبرغ وسار إلى الاتحاد السوفيتي، لكن السوفييت أسروه وقتلوه في 15 سبتمبر 1921. أبقى السوفييت بوج خان في السلطة، كملك دستوري، على أمل الحفاظ على علاقات جيدة مع الصين، مع الاستمرار في احتلال البلاد. ومع ذلك، عندما توفي بوج خان في عام 1924، أعلنت الحكومة الثورية المنغولية أنه لن يُقبل أي إعادة تجديد وأنشأت جمهورية منغوليا الشعبية التي بقيت في السلطة حتى عام 1992.